# Universi Dominici Gregis
Universi Dominici Gregis (с лат. — «Вселенская паства Господня») — апостольская конституция
Римско-католической Церкви, изданная папой римским Иоанном Павлом II 22 февраля 1996 года. Она заменила апостольскую конституцию 1975 года папы римского Павла VI Romano Pontifici Eligendo.

## Содержание

### Структура
Universi Dominici Gregis изложена в 92 пронумерованных параграфах (хотя некоторые параграфы разделены на две части), плюс 14 вступительных параграфов и двух параграфов Обнародования (которые не пронумерованы). Хотя текст разбивается на части и главы, нумерация остается последовательным во всем и не вновь не начинается в новой части или главе.
Основной формат Universi Dominici Gregis заключается в следующем:
- Введение (не обозначены как таковое и параграфами не пронумеровано);
- Часть первая. Вакансия Апостольского Престола:
  - Глава I. Полномочия Коллегии кардиналов в период вакансии Апостольского Престола (параграфы 1-6);
  - Глава II. Конгрегации кардиналов в подготовке к выборам Верховного Понтифика (параграфы 7-13);
  - Глава III. О некоторых ведомствах в период вакансии Апостольского Престола (параграфы 14-23);
  - Глава IV. Церковная власть дикастерий Римской Курии в период вакансии Апостольского Престола (параграфы 24-26);
  - Глава V. Погребальные обряды римского первосвященника (параграфы 27-32).
- Часть вторая. Избрание римского понтифика:
  - Глава I. Выборщики римского первосвященника (параграфы 33-40);
  - Глава II. Место избрания и те, кто допущен к нему в силу своего должностного положения. (параграфы 41-48);
  - Глава III. Начало избрания (параграфы 49-54);
  - Глава IV. Соблюдение тайны по всем вопросам избрания (параграфы 55-61);
  - Глава V. Порядок выборов (параграфы 62-77);
  - Глава VI. Вопросы, которые необходимо соблюдать или избегать при избрании римского понтифика (параграфы 78-86);
  - Глава VII. Принятие и провозглашение нового Папы и начала его служения (параграфы 87-92).
- Обнародование (параграфы не пронумерованы).

### Часть первая
Часть первая посвящена вопросам периода Sede Vacante (от момента смерти Папы римского и Папского Конклава), например, какие-то вопросы могут быть рассмотрены Коллегией Кардиналов, а какие-то должны быть оставлены будущему Папе римскому.

#### Глава I
1. В период Sede Vacante, кардиналы не имеют никакой власти в делах, которые относятся к Папе римскому в период его жизни или его служения; такие вопросы для будущего Папы римского. Любой юридический акт, имеющей отношение к папе римскому в период его жизни или при осуществлении его полномочий, которого кардиналы могли по своему усмотрению осуществлять за пределами, явно разрешенных Universi Dominici Gregis, является недействительным.
- Кардиналы не должны быть старше восьмидесяти лет в день перед смертью или отставкой Папы римского;
- Не более 120 кардиналов могут голосовать;
- Папа римский должен быть избран голосованием двух третей, пока общее количество голосований не имело место 33 или 34 раза;
- Максимум два голосования утром и два каждый день, в итоге четыре голосования проводятся ежедневно.
- После того, как общее количество баллотировок достигло 33 или 34, находящаяся в зависимости от того, имела ли баллотировка место в полдень первого дня, абсолютное большинство Коллегии Кардиналов, может изменить правила избрания; однако, никакая модификация не может заменить требование, что избрание имеет силу по крайней мере абсолютным большинством голосования (это регулирование позднее было пересмотрено Бенедиктом XVI; см. ниже).

## Секретность
Строгая секретность должна быть обеспечена в течение процесса. Любой нарушающий безопасность Ватикана, применяя записывающее устройство или поддерживающий связь с кардиналами-выборщиками любым способом, рискует отлучением от церкви. Другие наказания — на усмотрение следующего папы римского. Также требуются разные клятвы, которые должны быть принятыми участниками, чтобы гарантировать, что они будут действовать должным образом.

## Жилые квартиры кардиналов
Также Universi Dominici Gregis обусловливает, что кардиналы должны быть размещены в Domus Sanctae Marthae (Доме Святой Марты), в здании к помещениями типа спальни, построенному в черте Ватикана. Ранее кардиналы размещались в импровизированном помещении, которые, как часто отмечалось, были особенно не удобными.

## Главные изменения
В новой апостольской конституции произошли три основных изменения:

## Папский Конклав 2005 года
Папский Конклав 2005 года был первым Папским Конклавом, который был проведен по этой системе.

## Изменения
11 июня 2007 года папа римский Бенедикт XVI выпустил Motu Proprio начинающийся со слов Constitutione Apostolica, подназвание De aliquibus mutationibus in normis de electione romani pontificis, которое восстанавливает традиционные нормы для большинства, требуемого, чтобы избрать папу римского. Если это не будет изменено будущим папой римским, две трети большинства будет требоваться, чтобы избрать нового папу римского независимо от числа баллотировок, которые требуются, чтобы избрать нового папу римского.